# 桑康雪阿
桑冈雪阿（藏语“一两五钱”的音译），或译为桑康雪阿、桑冈秀恶:148，民间亦称桑珠，币值为一两五钱的银质藏币。公元1936年（藏历16-10年），西藏政府在扎什造币厂始铸“桑冈雪阿”银币，1938年(藏历16-12年)停铸，1946年（藏历16-20年）有少量的复铸。
銀幣的正面圓框內為雪獅雪山日月圖，框外四周各飾吉祥結、寶傘、雙魚、法螺的圖案，其間穿插藏文字樣，意為「甘丹頗章戰勝四方」，背面中央圓框內為花瓶圖案，框外四周為兩個吉祥圖案和兩個花飾，其間穿插藏文字樣，意為「一兩五錢」及「藏曆16繞迥12年（1938年）」，幣緣皆環一珠圈，幣邊為齒邊。

## 历史
- 1932年，十三世达赖喇嘛土丹嘉措为统一西藏铸币，亲自主持对西藏造币机构进行调整。将梅吉、罗堆、多带造币厂统一合并为“扎什电力机器厂”，简称“扎什造币厂”[3]。当年在设计三两银币“桑松果木”时，曾试铸了与其相似的一两五钱小银币，但后来并没有发行[3]。
- 1936年（藏历16-10年），西藏政府始铸“桑冈雪阿”银币，其样式依照了新版的“桑松”[2]。
- 1938年（藏历16-12年），桑冈雪阿停铸。
- 1946年（藏历16-20年），桑冈雪阿有少量的复铸[4]。
- 1959年8月10日，西藏自治区决定以人民币限期收兑“藏币”，“藏币”禁止使用。每一枚桑冈雪阿的收兑价格为人民币一角八分。